# 中井正一 (銀行家)
中井 正一（なかい まさかず、1913年2月21日 - 1993年7月30日）は、日本の経営者、銀行家。北國銀行頭取を務めた。

## 来歴・人物
香川県出身。1935年に早稲田大学政治経済学部経済学科を卒業し、同年4月に日本銀行に入行。1958年11月に北國銀行に転じ、専務に就任し、1964年11月に副頭取を経て、1968年11月には頭取に昇格した。1978年12月に会長を経て、1984年6月には顧問に退いた。
1976年11月に藍綬褒章を受章し、1983年4月に勲四等旭日小綬章を受章。
1993年7月30日、北アルプスで下山途中で遭難し、死亡。80歳没。